# Christine Huber

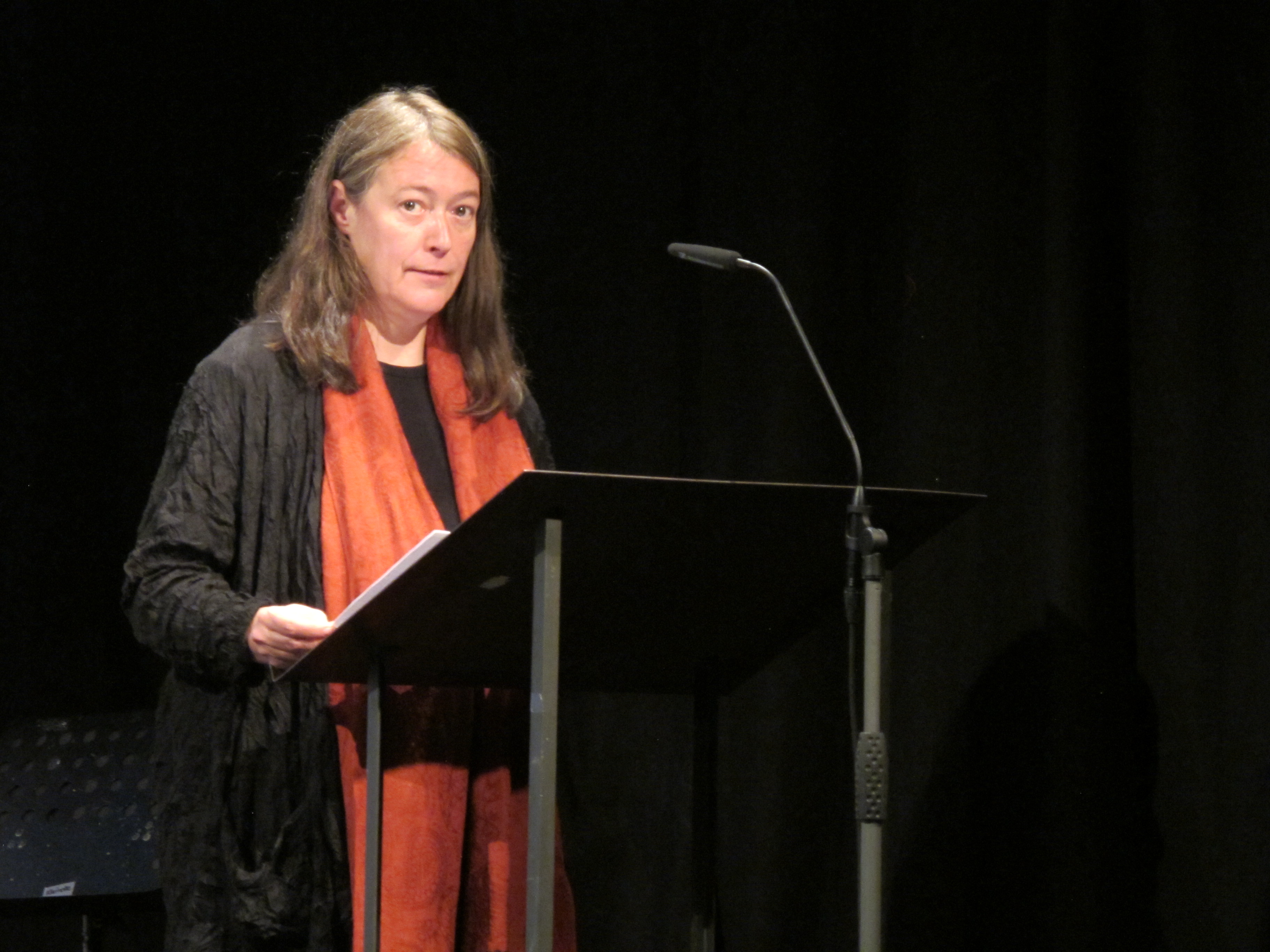
Christine Huber beim Schamrock – Festival der Dichterinnen 2014

Christine Huber (* 1963) ist eine österreichische Schriftstellerin und lebt in Wien.

## Leben
Hubers erster Lyrikband erschien im Jahr 1990 unter dem Titel Annahmeschluss in der traditionsreichen Wiener Herbstpresse. Seither zahlreiche Publikationen von Lyrik, Prosa und Textgrafiken. Im Jahr 2001 erschien der Lyrikband das doch das bauschen kennt, 2006 veröffentlichte Huber in der Edition Das fröhliche Wohnzimmer den Lyrikband über maß und schnellen.
Huber hat Texte für Kompositionen von Beat Furrer, Elisabeth Flunger, Alexander Stankovski und I-Tsen Lu geschrieben und gemeinsame Textprojekte mit Ilse Kilic und Helmut Schranz realisiert. 1990 gründete sie die edition ch, die später vom Schriftsteller Franzobel, dann von der Autorin Lisa Spalt übernommen wurde und seit 2004 vom Schriftsteller Günter Vallaster betreut wird.
Huber war gemeinsam mit Gerhard Jaschke von Januar 2006 bis November 2010 Geschäftsführerin der Grazer Autorinnen Autorenversammlung. Jaschke und Huber folgten in dieser Funktion dem verstorbenen Autor Gerhard Kofler nach. Nach dem Rücktritt von Christine Huber folgte ihr Ilse Kilic in dieser Position nach.

## Werke
- Annahmeschluß. Gedichte. Herbstpresse, Wien 1990
- reibung – stadtwarm. Prosa. Das fröhliche Wohnzimmer, Wien 1991, ISBN 3-900956-11-1
- und/was/ist/dem/schleier. Textgrafiken. Uwe Warnke-Verlag, Berlin 1992/1993
- tauziehen (gem. mit Ilse Kilic), edition gegensätze, Graz, Wien 1993
- großes mühlenstein/staunen. Gedichte. edition selene, Klagenfurt, Wien 1994
- verlaufen vermehrt. mehrstimmige gedichte. Blattwerk, Linz, Wien 1995, ISBN 3-901445-05-6
- fährtenstellen. Gedichte. Edition Schöppingen im tende-Verlag, Dülmen 1996
- blindlings. dialog + kommentar (mit Zeichnungen von Natascha Kaßner, Berlin) Corvinuspresse, Berlin 1998
- absolut alles relativ unsonst (gem. mit Helmut Schranz), edition ch, Wien 1998 (mit Fotos von Elmar Klocker), ISBN 3-901015-11-6
- Rebecca tableau x. Prosa. Das fröhliche Wohnzimmer, Wien 1999, ISBN 3-900956-45-6
- das doch das bauschen kennt. edition ch - reihe charts, Wien 2001, ISBN 3-901015-15-9
- über maß und schnellen. Mit Lithografien der Autorin. Das fröhliche Wohnzimmer, Wien 2006, ISBN 3-900956-81-2
- Durchwachte Nacht. Gedankenstrich. Gemeinsam mit Magdalena Knapp-Menzel Edition Art & Science, St. Wolfgang 2010
- sand im gegenschuss. Lyrik der Gegenwart | Band 49. Edition Art & Science, St. Wolfgang 2015, ISBN 978-3-902864-46-8